# Озокеритотерапия
Озокеритотерапия (от озокерит и греческого therapeia — лечение) — разновидность физиолечения, а именно теплолечения с применением аппликаций нагретым озокеритом. Эффективность процедуры научно не доказана. Озокерит — смесь углеводородов парафинового ряда, газообразных углеводородов, минеральных масел, асфальтенов, смол, углекислого  газа и сероводорода. По своим физическим свойствам озокерит представляет собой однородную воскообразную массу чёрного цвета. Его аппликации хорошо переносятся даже при относительно высокой температуре, температура плавления различных, озокеритов находится в пределах 50-86 °C.

## Механизм действия
При применении озокерита, возникает кратковременный спазм сосудов с последующим их расширением. Усиливается кровоток, усиливается метаболизм, регенерация, стимулируется рост клеток кожи и активируются иммунные процессы.

### Лечебные эффекты
Лечебные эффекты озокерита, как и парафина, определяются тепловым и механическим факторами. Наряду с ними лечебным эффектом обладают входящие в его состав вещества. Озокерит повышает температуру кожи в области воздействия на 2-3 °C на глубине 4-5 см с кратковременным (5-40 с) спазмом и последующим расширением сосудов, усилением кровотока, синтезом биологически активных веществ фолликулостимулирующего действия и усилением окислительного метаболизма, активацией секреции эндокринных желез.
- противовоспалительный процесс
- метаболический
- вазоактивный
- спазмолитический
- рассасывающее
- десенсибилизирующее действие
- болеутоляющее

### Показания к применению
- воспалительные заболевания поверхностных тканей и внутренних органов
- последствия заболеваний и травм опорно-двигательного аппарата
- заболевания половой системы
- заболевания кожи
- заболевания ЛОР органов и глаз
- трофические язвы

### Противопоказания
- острые воспалительные процессы
- болезни сердца
- цирроз печени
- опухоли
- тиреотоксикоз
- выраженные неврозы
- заболевания почек
- беременность и период лактации

### Техника проведения процедур
Перед процедурой озокерит предварительно стерилизуют (при 100 °C) в течение 10-15 мин. Затем остывающий озокерит (при 50 °C) наносят на поверхность предварительно смазанной тонким слоем вазелина или крема кожи. Как и при парафинотерапии, применяют методики наслаивания, погружения и аппликации. При выполнении последних двух методик участок тела с нанесённым озокеритом покрывают сверху клеёнкой или вощёной бумагой и плотно укутывают слоем ваты или одеялом.Повторять курсы лечения можно с промежутками не менее 3-4 мес. Озокерит сочетают (чередуя процедуры) с гальванизацией или электрофорезом, ультразвуковой терапией, светолечением, массажем, лечебной физкультурой, общими минеральными ваннами. Пожилым и детям озокерит нагревают до более низкой температуры (48-52 С); длительность процедуры сокращают до 15-20 мин.

## История озокеритотерапии
Один из самых известных курортов, где лечат озокеритом, находится в Трускавце. Наиболее широкое применение там получил медицинский озокерит, состоящий из рудного петролатума и парафина. В начале 1980-х годов появились новые препараты: озокерамин, озопарафин, озокерафин, озокерафиновая салфетка. Озокерафин, а также медицинский озокерит обычно применяются для аппликаций на кожу и накладываются кюветно-аппликационным или салфеточным способом.
Первый химический анализ озокерита был сделан в 1840 году в Париже. Цвет природного озокерита зависит от качества и количества смол и варьируется от светло-зелёного и бурого до чёрного. Содержание в нём минеральных масел определяет его консистенцию - мазеобразную, восковую, хрупкую или твердую. Продукт растворим в бензине, керосине, смолах, хлороформе, практически не растворим в воде, спирте и щелочах.